# Septaria macrocephala
Septaria macrocephala е вид охлюв от семейство Neritidae.

## Разпространение и местообитание
Видът е разпространен в Американска Самоа (Суейнс), Вануату, Нова Каледония, Соломонови острови (Санта Крус), Фиджи и Френска Полинезия.
Обитава сладководни басейни, реки и потоци.